# Carlos Cortizo
Carlos Cortizo (* 23. April 1964 in Salvador da Bahia) ist ein brasilianisch-spanischer Choreograf und Videokünstler.

## Leben
Als Tänzer war Cortizo am Staatstheater Nürnberg unter der Leitung von Jean Renshaw tätig; dort arbeitete er u. a. mit William Forsythe und Rui Horta zusammen. Zuvor war Cortizo am Stadttheater Heidelberg unter der Leitung von Liz King und am Theater Hagen unter der Leitung von Richard Werlock tätig. Er war Gast am Opernhaus Wuppertal, an den Städtischen Bühnen Augsburg und am Pfalztheater Kaiserslautern. In Brasilien arbeitete er an den Opernhäusern in Rio de Janeiro, in Belo Horizonte, in Curitiba und mit dem Choreografen Maurice Béjart.
Seine Lehr- und Choreografentätigkeit übte er in Brasilien, Österreich, der Schweiz und in Deutschland aus. Er ist Gastdozent an den Staatstheatern in Kassel, Kiel, Braunschweig, Saarbrücken, Oldenburg, Schwerin, an den Stadttheatern in Heidelberg, Gießen, Nordhausen, Hildesheim, Regensburg, im Produktionszentrum Stuttgart, im Tanzhaus NRW in Düsseldorf und im Choreographischen Zentrum in Essen.
Seit 1998 schafft der in Nürnberg ansässige freie Choreograf abendfüllende tänzerische Arbeiten mit multimedialen Elementen. Er ist Gastchoreograf im Staatstheater Kiel, im Stadttheater Hildesheim und Gießen und im Stadttheater Fürth/Kulturforum. Die Videoproduktionen zu seinen Choreografien „Ansichtssache“ und „Fließen wie Wasser“ wurden ins Deutsche Tanzarchiv in Köln und in die Jiří Kylián Foundation in Prag aufgenommen.
Cortizo ist Kulturförderpreisträger der Stadt Nürnberg 2006.

## Werk

### Tanz
- Romeo und Julia
- In Bewegung
- Mosaik
- Rot
- Elasticity in Artificial Moments
- Alles außer Kontrolle
- Artemisia
- Fisico

Aktuell
- Ordnung durch Störung – Störung durch Ordnung
- 150+ Buster Keaton
- Straße in Bewegung
- Anne Frank

### Video
- Elasticity
- Distraction
- Fließen wie Wasser
- Die Krake
- Dunas
- Flash
- Flash 2
- In Bewegung
- Datareflex
- M
- F
- Ansichtssache
- Visual Details